# Леди-Эллиот
Остров Леди-Эллиот (англ. Lady Elliot Island) — это самый южный коралловый остров Большого барьерного рифа у восточного побережья Австралии.

## География
Остров расположен в 85-ти км к северо-востоку от города Бандаберг в австралийском штате Квинсленд. Площадь острова составляет примерно 0,45 км².

### Фауна
В период с октября по декабрь происходит кладка и появление на свет детёнышей морских черепах. Иногда можно наблюдать также миграции горбатых китов.

## История
Остров Леди-Эллиот был открыт в 1816 году и получил своё название от капитана шхуны «Леди Эллиот».

## Туризм
С 1970 года остров был открыт для туризма, при этом была сделана попытка, насколько возможно, сберечь природу. Одна треть острова — это заповедная область по охране птиц, доступ к которой закрыт. На остальной части острова одновременно не могут находиться больше 120 человек. На юго-востоке острова расположена маленькая, комфортабельная гостиница и взлётно-посадочная полоса для лёгких самолётов. Отлёт происходит исключительно самолётом из Бандаберга, Херви-Бей и в последнее время из Гладстона. Остров интересен для любителей подводного плавания.

## Изображения

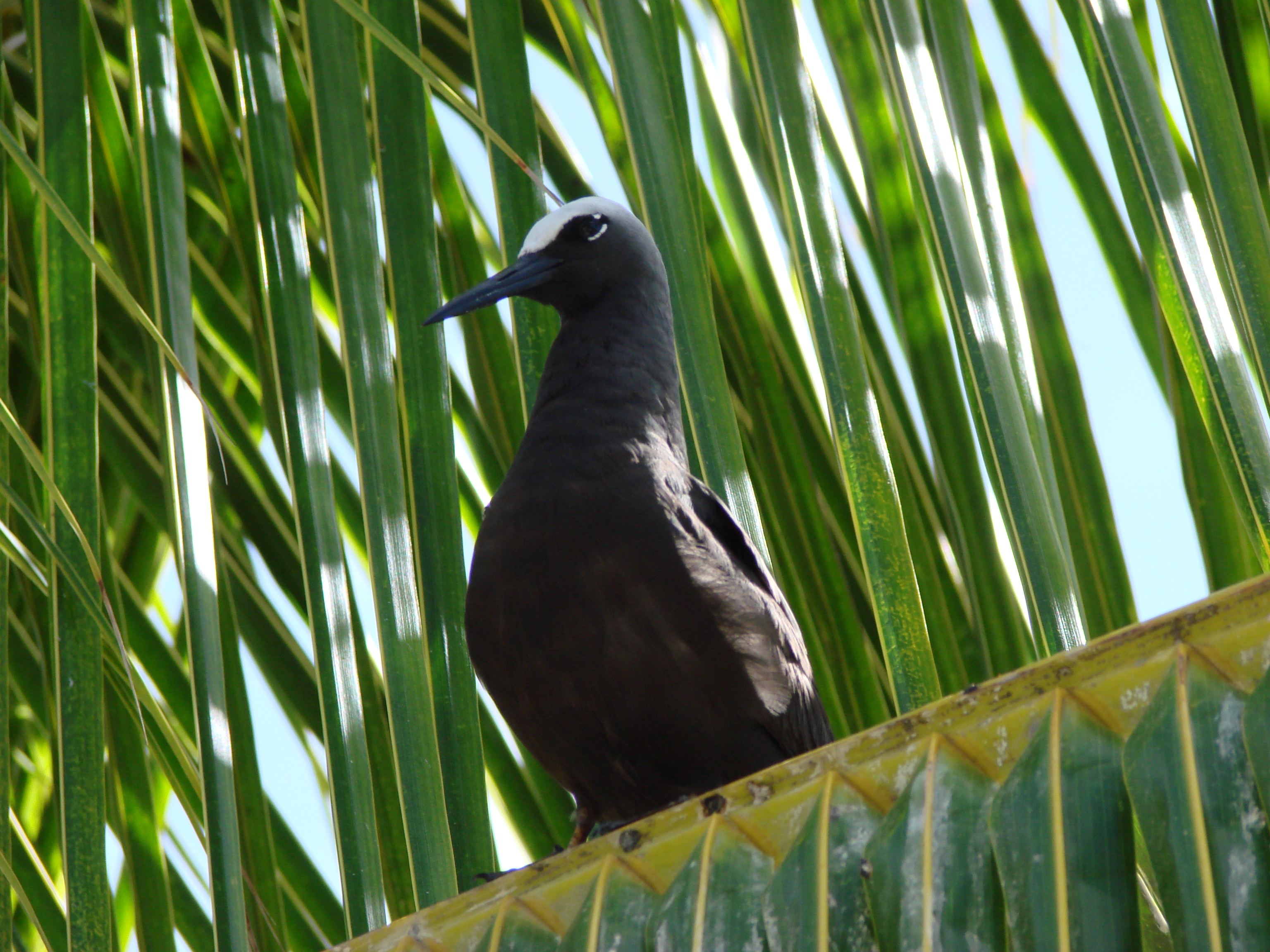
Малая глупая крачка
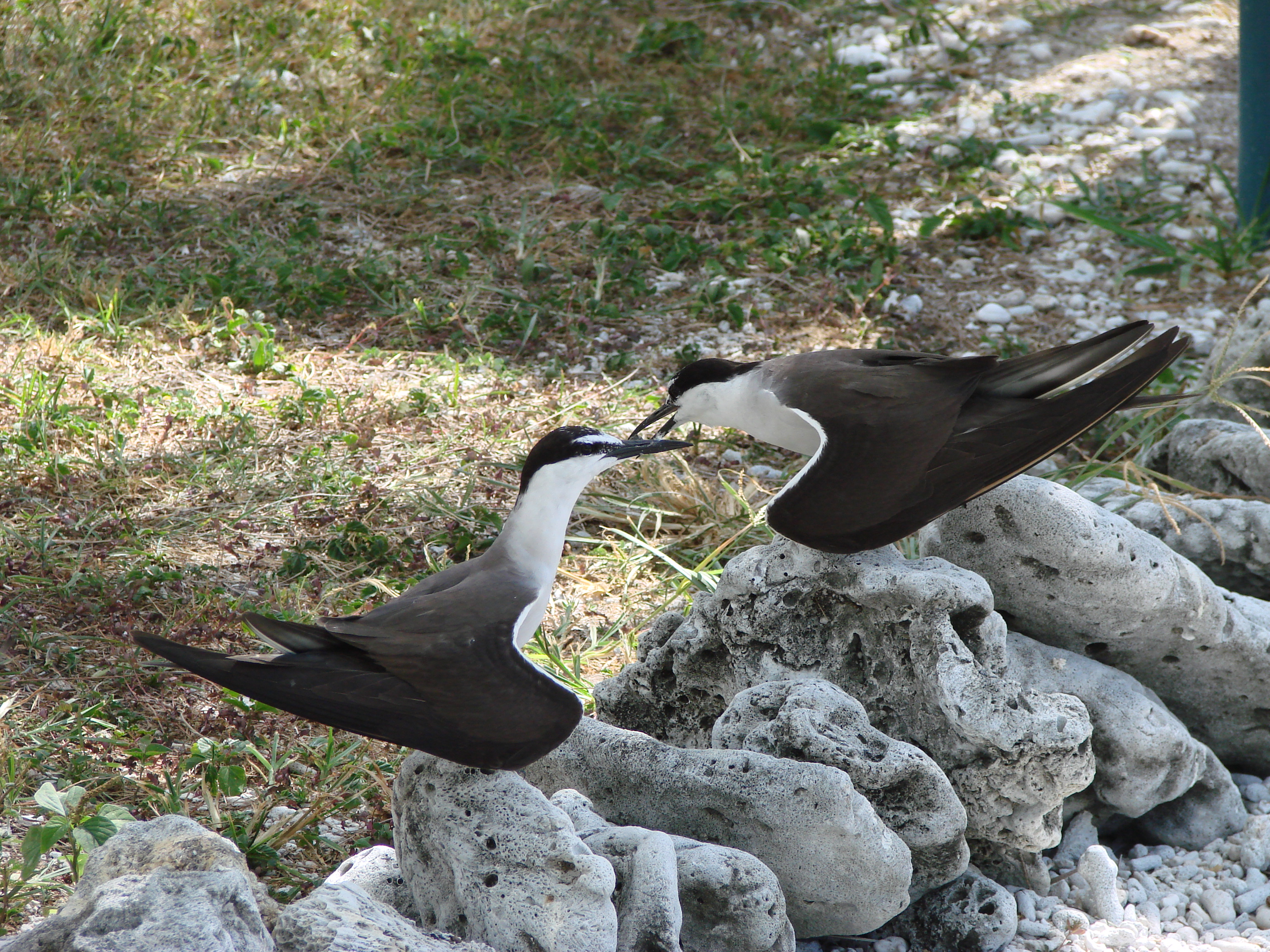
Бурокрылые крачки